# 라이브윅스컴퍼니의 음반
이 문서는 라이브웍스컴퍼니의 발매한 음반 목록이다.

## 2010년대
- 2010년 7월 5일 신혜성 - The Cycle 2005-2009 Shin Hye Sung
- 2011년 6월 16일 신혜성 - The Road Not Taken
- 2011년 12월 27일 신혜성 - embrace
- 2012년 12월 4일 신혜성 - WINTER POETRY
- 2013년 8월 30일 신혜성 - 2012-2013 Shin Hye Sung Concert The Year`s Journey
- 2014년 2월 26일 이민우 - M+TEN
- 2014년 7월 15일 신혜성 - [Digtal Single] Once Again #1
- 2014년 8월 25일 신혜성 - [Digtal Single] Once Again #2[1]
- 2014년 9월 30일 신혜성 - [Digtal Single] Once Again #3[2]
- 2014년 10월 31일 신혜성 - [Digtal Single] Once Again #4[3]
- 2014년 11월 28일 신혜성 - [Digtal Single] Once Again #5[4]
- 2014년 12월 29일 신혜성 - [Digtal Single] Once Again #6[5]
- 2016년 1월 12일 신혜성 - delight
- 2016년 8월 4일 신혜성 - Shin Hye Sung Concert Weekly Delight
- 2016년 8월 11일 이민우 - Lee Min Woo Chrismas Live 2015
- 2017년 9월 5일 신혜성 - Serenity
- 2019년 7월 8일 신혜성 - [Digtal Single] 나의 너에게
- 2019년 10월 8일 신혜성 - Setlist

## 2020년대
- 2020년 8월 4일 1TEAM - [Digtal Single] 얼레리꼴레리
- 2022년 12월 6일 신화 WDJ - Come To Life
- 2023년 3월 24일 신화 WDJ - [Digital Single] BamBiNun (밤비눈)
- 2023년 9월 19일 규빈 - [Digital Single] 낙서
- 2023년 11월 6일 규빈 - [Digital Single] Start To Shine
- 2024년 1월 17일 규빈 - [Digital Single] Really Like You
- 2024년 4월 1일 규빈 - [Digital Single] Really Like You (Spring Version)
- 2024년 4월 25일 규빈 - [Digital Single] Special[6]
- 2024년 6월 26일 규빈 - [Digital Single] Satellite
- 2025년 1월 17일 규빈 - 모텔 캘리포니아 OST Part.3
- 2025년 2월 26일 규빈 - Flowering